# Chrysochlamys membrillensis
Chrysochlamys membrillensis là một loài thực vật có hoa trong họ Bứa. Loài này được (D'Arcy) Hammel mô tả khoa học đầu tiên năm 1999.